# Иаков Черноризец
Иа́ков Чернори́зец (Мних Иаков) — древнерусский монах, мыслитель и писатель XI века; автор ряда произведений и панегириков. Произведения, приписываемые Иакову, имеют важное значение как источник по начальной истории русской церкви.

## Биография
Биографических данных о И. Черноризце почти не сохранилось. Архиепископ Макарий (Булгаков) считал его упомянутым в «Повести временных лет» тем монахом (Иларион Печерский) Киево-Печерского монастыря, которому Феодосий Печерский в 1073 году хотел передать игуменство после своей смерти. Согласно Лаврентьевской летописи за 1074 год Феодосий планировал поставить Иакова игуменом Киево-Печерского монастыря, но братия отказалась, так как он не был здесь постриженным, а пришёл из Переяславского монастыря Бориса и Глеба:
Феодосий же рече имъ: «Да аще отъ мене хощете игоумена приати, то азъ сътворю имъ не пo моему изволенію, но no Божію строенію». Нарече имъ Іакова презвутера. Братье же нелюбъ бысть, глаголюще: «Не здљ постриганъ есть», бљ бо яко пришелъ издалеча съ братомъ с Павломъ.
Идентификации монаха с Иаковом Мнихом противоречат наблюдению над стилем произведений «Память и похвала русскому князю Владимиру» и «Сказания о Борисе и Глебе».
Авторству Икова Мниха приписываются следующие произведения:
- «Сказание о святых страстотерпцах Борисе и Глебе» — наиболее раннее из трудов[7];
- «Житие блаженного князя Владимира» — написано позднее;
- «Память и похвала русскому князю Владимиру, како крестися Володимер, и дети своя крести, и всю землю Русскую от конца и до конца, и како крестися баба Володимерова Олга преже Володимера. Списано бысть Иаковом мнихом» — создано в XI веке (1040-е годы)[1], но сохранилось в списках XV—XVII веков[2];
- «Послание к Божию слузе Дмитрию» (великому князю Изяславу).

Также ему приписывают славянский перевод «Правила монаха Иоанна».

## Сочинения

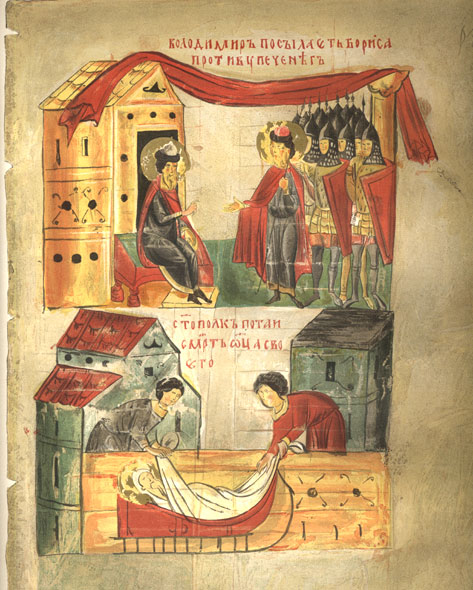
Лицевые миниатюры из «Сказания о Борисе и Глебе» Сильвестровского сборника XIV века: 1. Князь Владимир посылает Бориса против печенегов. 2. Смерть князя Владимира

### «Сказание о Борисе и Глебе»
«Сказание о Борисе и Глебе», обнаруживающее в авторе очень близкого современника, полно морально-лирических отступлений; этому оно, вероятно, и обязано своей большей распространенностью, по сравнению с подобным ему произведением Нестора.
Автор как бы старается противопоставить идеал христианской добродетели мучеников-князей пороку и преступности Святополка. Впрочем, автор винит не столько злую волю последнего, сколько исконного врага рода человеческого, дьявола. В уста мучеников автор влагает частые и длинные речи, обращения, сетования. Труд Иакова Черноризца в значительной доле послужил источником для Нестора.

### Житие Владимира
«Житие Владимира», рассказывающее о совещаниях Владимира относительно перемены веры, о походе на Корсунь, о крещении князя и бракосочетании, о крещении киевлян, о нравственной перемене, совершившейся в князе, наконец о его кончине, — своим содержанием и порядком изложения почти сходно с летописным рассказом, и видимо послужило источником для последнего. На древность памятника указывает язык «Жития», равно как и то, что Владимир святой представляется здесь ещё непрославленным, а русский народ называется «новым» по отношению к вере. Автор сообщает, что Владимир ходил на Корсунь (988) не перед крещением и не для него, а спустя четыре года после крещения; ни словом не упоминается о приходе к Владимиру послов с предложением вер и т. д.

### «Память и похвала князю Владимиру»
«Память и похвала русскому князю Владимиру» является важным источником по истории Древней Руси, так как автор пользовался предшествующими «Повести временных лет» сводами, ранними заметками житийного характера о Владимире и, возможно, устными преданиями. От упомянутой «Повести» «Похвала» отличается датировкой важных событий жизни Владимира Святославича. Согласно А. А. Шахматову, текст соединил два древних писания XI века о князе Владимире, куда позже вставили Похвальное слово Ольге. Как и на «Житии», на «Похвале» ещё не заметно влияния каких-либо письменных памятников XI века.

### «Послание к Божию слузе Дмитрию»
«Послание к великому князю Изяславу» написано в ответ на послание князя, до нас не дошедшее; оно любопытно по высоте взгляда на христианские обязанности. Только любовью к ближним можно исполнить заповедь Христа… «Если хочешь, — пишет Черноризец князю, — и чудеса творить, по примеру апостолов, — и это возможно: они врачевали хромых, исцеляли сухоруких, — ты научи хромых в вере, ноги текущих на игрища обрати к церкви, руки иссохшие от скупости сделай простертыми на подаяние нищим».
Отличительная черта послания — преобладание афоризмов и изречении из святого Писания. Есть в послании и бытовые черты. «Церковное правило» м. Иоанна, обращенное к И. Черноризцу, вместе с «Уставом» князя Владимира было первым опытом на Руси местного церковного законодательства. Язык славянского перевода «Правила» весьма неясен. Сохранился и его греческий подлинник.